# Yoann Gillet
Pour les articles homonymes, voir Gillet.
Yoann Gillet, né le 29 août 1986 à Rennes (Ille-et-Vilaine), est un homme politique français.
Membre du Rassemblement national depuis 2008, il est élu député dans la 1re circonscription du Gard lors des élections législatives de 2022.
Il est aussi conseiller municipal d'opposition à Nîmes et conseiller communautaire de Nîmes Métropole depuis 2014, réélu en 2020 et a été conseiller régional d'Occitanie de 2015 à 2021.

## Biographie

### Vie privée
Fils de gérants de magasins, Yoann Gillet-Truillet grandit en Touraine avant de s'installer à Caen puis Paris. Il a exercé la profession de gérant d'une société de prêt-à-porter.

### Parcours politique

#### Débuts à l'UMP
En 2006, il figure à son bureau politique du mouvement politique Aujourd'hui autrement. Concomitamment, il tient un blogue critique de la maire de Caen Brigitte Le Brethon.
En 2007, il quitte l'UMP, déçu de l'ouverture à gauche effectuée par Nicolas Sarkozy. L'UMP locale dira l'avoir exclu après qu'il eut participé activement à l'organisation de la campagne de Luc Duncombe (Nouveau Centre), adjoint de Le Brethon, lors des municipales de 2008.

#### Adhésion au Front national
S'étant installé dans le Gard, il se fait désormais appeler « Yoann Gillet » et s'investit aux côtés de Julien Sanchez dès les régionales de 2010, de même qu'aux cantonales de 2011 et à la présidentielle de 2012. Aux législatives de 2012, il est promu directeur de la campagne de Sanchez.

#### Première élection et cabinet de Beaucaire
En 2014, il prend la tête de la liste FN à Nîmes et est élu conseiller municipal face au maire sortant Jean-Paul Fournier. La même année, Sanchez est élu maire de Beaucaire : il devient son directeur de cabinet. La chambre régionale des comptes d'Occitanie relève en 2020 que « le nombre de congés pris par le directeur de cabinet en 2017 et 2018 est très supérieur à ceux prévus par la réglementation ainsi qu'à ceux pratiqués dans la collectivité. »
Il est nommé secrétaire départemental du FN, en remplacement de Gilles Caïtucoli, et est élu au comité central du FN à l'occasion de son XVe congrès. Aux sénatoriales de la même année, enfin, il figure en 3e position sur la liste tirée par Sanchez.
Aux départementales de 2015, il tente sa chance en tandem avec Viviane Tisseur, mais tous deux sont battus par Joëlle Murré et William Portal. 
En 2017, il est battu au second tour par Françoise Dumas dans la 1re circonscription du Gard. 
Aux municipales de 2020, il est réélu conseiller municipal d'opposition.
En 2021, c'est dans le canton de Nîmes-2 qu'il choisit de se présenter, avec cette fois Laurence Gardet comme binôme ; ils sont battus au second tour par Christian Bastid et Amal Couvreur.

#### Député du Gard
Après la défection de Gilbert Collard en 2022, il reprend la tête de la fédération gardoise du RN. La même année, Yoann Gillet, suppléé par Julien Sanchez, est candidat aux élections législatives.
Il est élu député de la première circonscription du Gard, battant cette fois-ci la sortante Françoise Dumas et siège au sein du groupe RN dont il est vice-président. Il est membre de la commission des Lois de l'Assemblée nationale.
En situation de cumul, il quitte dans la foulée le conseil communautaire de Nîmes Métropole et le conseil municipal de Nîmes, où il est remplacé respectivement par Abderzak Berkani et Laenny Brito de Sousa.
Yoann Gillet se présente de longue date comme défenseur des buralistes, et a déposé en avril 2023 une proposition de loi pour durcir la lutte contre la vente illicite de tabac. Il est dans ce cadre régulièrement sollicité par l'industrie du tabac selon Le Monde.
Il est réélu en 2024, avec cette fois-ci Jean-Pierre Fuster comme suppléant.

## Affaires judiciaires

### Condamnation pour injures publiques en octobre 2015
En octobre 2015, Yoann Gillet est condamné à 1500 euros d'amende pour injures publiques à l'encontre du maire de Nîmes Jean-Paul Fournier, qu'il traite lors d'un conseil en décembre 2014, « sous-merde » et de « sous-maire », . Cette condamnation est confirmée par la cour d'appel de Nîmes le 29 avril 2016 .

### Victime d'agression en octobre 2019
En octobre 2019 Yoann Gillet affirme dans un communiqué avoir été victime d'une agression,. Marlène Schiappa lui apporte son soutien et lui souhaite un « bon rétablissement ». Deux frères de 22 et 25 ans sont soupçonnés d'avoir agressé six hommes, dont Yoann Gillet. Les deux frères ont été mis en examen pour « violences aggravées ». Le parquet avait requis le placement en détention provisoire des deux hommes, mais il n'a pas été suivi par le juge des libertés et de la détention qui les a seulement placés sous contrôle judiciaire. Deux nouvelles personnes sont mises en examen. Inconnus des services de police, « ils n’appartiennent à aucun groupuscule ». Ils se sont présentés spontanément au commissariat de Nîmes, en souhaitant « s’expliquer », a indiqué le parquet.